# مايك بورنس (لاعب كرة قدم أمريكية)
مايك بورنس (بالإنجليزية: Mike Burns)‏ هو لاعب كرة قدم أمريكية أمريكي، ولد في 6 أبريل 1954 في أوكلاند في الولايات المتحدة.

## وصلات خارجية
- مايك بورنس على موقع مرجع كرة القدم المحترفة.كوم (الإنجليزية)
- مايك بورنس على موقع JustSportsStats.com (الإنجليزية)